# Aedicula

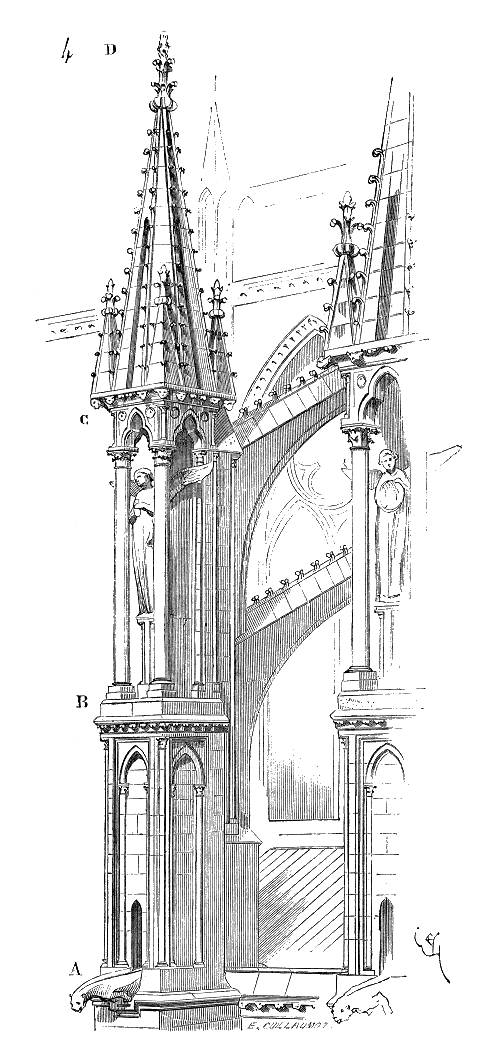
Sterczyna-aedicula z figurą świętego

Aedicula, edykuła (łac. aedes – świątynia, budynek, wym. edikula), edykuła, edykuł – kompozycja składająca się z dwóch filarów, kolumn lub pilastrów podtrzymujących belkowanie, czasami z frontonem – o kilku znaczeniach:
- na ścianach domów w Pompejach odkryto najstarsze namalowane formy aediculi stanowiące tło dla bóstwa[2];
- w okresie romańskim i gotyckim w formie miniaturowej kapliczki baldachimowej (w baroku k. kopułowej), lub świątyńki o charakterze wotywnym albo motyw dekoracyjny w tym kształcie umieszczany w tympanonie, portalu lub jako sterczyna w attyce;
- nisza w ścianie budynku mieszkalnego przeznaczona na posąg boga lub przodka;
- miniaturowy model budowli[1]; zobacz Bazylika Grobu Świętego, w której mieści się edykuła Grobu,
- w okresie nowożytnym kompozycja często stosowana jako oprawa okien, ołtarzy, portali, nagrobków oraz w meblarstwie[2].